# 二氧化钚
二氧化鈈是鈈最稳定的氧化物，化學式為PuO2。它的顏色可以從黃色变化到橄欖綠色，取決於粒子的大小、溫度和生產方式。

## 结构
二氧化钚的晶体结构为萤石结构，其中Pu4+占据钙离子的位置，而O2-占据氟离子的位置。

## 制备
二氧化钚可以由草酸钚(IV)在超过1000 °C下煅烧而成。硝酸钚(IV)和过氧化钚也可以发生此反应。

## 應用
二氧化钚可用于放射性同位素加热器和核电池。

## 危害
二氧化钚在体内的行为因进入人体的方式而异。摄入二氧化钚后，大部分会以废物的形式迅速排出体外，但有一小部分会在胃酸中离解成离子并穿过血液屏障，留在其它器官里。由于其强放射性，二氧化钚有剧毒。